# Gaseh Sayang (Manyak Payed)
Gaseh Sayang is een bestuurslaag in het regentschap Aceh Tamiang van de provincie Atjeh, Indonesië. Gaseh Sayang telt 324 inwoners (volkstelling 2010).